# Иван Иванич (дипломат)
Иван Иванич (на сръбски: Иван Иванић или Ivan Ivanić) e сръбски дипломат и политик, историк и етнограф, деец на сръбската пропаганда в Македония.
Автор на многобройни трудове за етническите групи на Балканите. Пише и пътеписи, в които описва пътуванията си из Косово, Метохия, Македония и Албания.

## Биография
Роден е на 24 юни 1867 година във Бачфьолдвар, Бачка, тогава в Австро-Унгария. Учи в гимназиите в Нови Сад, Нови Върбас и Карловац. Завършва право в Будапеща. Участва активно в националния живот на сърбите в Австро-Унгария, заради което е преследван от властите и затварян. През април 1887 година става редактор на списание „Сремац“ в Илок. След поредното интерниране бяга в Сърбия, но правителството на Никола Христич го прогонва в Румъния, където остава около година.
След абдикацията на крал Милан Обренович в 1889 година Иванич се връща в Сърбия и постъпва на държавна служба. Дипломатическата си кариера започва като чиновник в консулството в Будапеща. После е секретар на сръбското консулство в Прищина. По-късно става заместник на консула и консул в Прищина, в Солун и в Скопие. По-късно става консул в Битоля.
Активно поддържа явните и нелегалните активности на сръбската пропаганда в Македония.
В Скопие се жени за Делфа Мусич, художничка и благотворителка, която е учителка в града от 1900 до 1903 година. В 1903 година Делфа Иванич е сред основателките на Кръг на сръбските сестри – организация, чието формиране предлагат Иван Иванич и Бранислав Нушич. Двойката няма деца и осиновява момиче Иванка.
След това Иванич работи в сръбското посолство в Цариград. В 1905 година започва да издава в Цариград списание „Голуб“, предназначено за сърбите в Османската империя. В 1906 година заедно с Милойко Веселинович е редактор на първото издание на списанието на Кръга „Вардар“. Редактира и „Цариградски гласник“. По-късно Иванич става шеф на Пресбюрото.
По време на Балканската война Иванич е скертар на щаба на Трета армия. Става срезки началник на Лешкия срез, а на 29 ноември 1912 година е назначен за пръв управител на новосъздадения сръбски Драчки окръг, а жена му управлява болницата в Драч. През Междусъюзническата война в 1913 година е служител на военното пресбюро на Главното командване в Скопие.
След Световната война е държавен комисар във Вършац.
Иванич в своите трудове за Косово, Македония и Сръбската православна църква излага личната си гледна точна, оценявана различно от по-късните изследователи.

## Избрани трудове
- Iz tame života: pripovetke i crte.   Beograd, Štamp. M. Jovanovića, 1891. OCLC 27606387.
- O Bunjevcima: povesničko-narodopisna rasprava.   Subotica, Izdavalačka štamp. D. Petrovića, 1894. OCLC 26970392.
- Bunjevic i Šokci u Bačkoj, Baranji i Lici: istorija, etnografija, kultura, društveno, brojno i privredno stanje, etničke osobine.   Beograd, Štamp. D. Dimitrijevića, 1899. OCLC 7698894.
- Srbi u Ugarskoj i crkvena unija.   Beograd, Štamp. Narodne Radikalne Stranke, 1889. OCLC 30566625.
- Из црквене историје срба у Турској у XVIII. и XIX. веку.   1902. OCLC 557842186.
- Na Kosovu sa šara po Kosovu na Zvečan: iz putnih beležaka.   Beograd, Izd. M. Arsenijevića, 1903. OCLC 27182629.
- На Косову ... Из путних бележака И. Иванића. (On Kosovo... From the travel notes of Ivan Ivanić.   1903. OCLC 560448685.
- Маћедонија и Маћедонци. Путописне белешке, etc.   1906. OCLC 560448674.
- French, English and German bibliography, concerning Serbia and the Serbs,.   London, Gale & Polden, ltd., 1907. OCLC 38782750.
- Geografija, kartografija, granice. (Geography, cartography, borders).   Novi Sad, Knjižare Natoševića, 1908. OCLC 249763707.
- Rumuni u Maćedoniji i epiru. Istorija, kultura, statistika = Les Roumains de la Macedoine et l'Epire. Histoire, culture, statistique,.   Novi Sad, 1909. OCLC 42392932.
- Srpske manastirske, seoske i varoške škole u Turskoj; Kultura Srpska u staroj Srbiji i Makedoniji od Xv do XX veka.   Beograd, 1913 – 1914. OCLC 41989619.